# Collegio di East Thanet
East Thanet è un collegio elettorale inglese situato nel Kent, nel Sud Est dell'Inghilterra, e rappresentato alla Camera dei Comuni del Parlamento del Regno Unito. Elegge un membro del Parlamento con il sistema first-past-the-post, ossia maggioritario a turno unico; l'attuale parlamentare è Polly Billington del Partito Laburista, che rappresenta il collegio dal 2024.

## Estensione
- 1974-1983: il borgo di Ramsgate e i distretti urbani di Broadstairs e St Peter's.
- dal 2024: i ward del distretto di Thanet di Beacon Road; Bradstowe; Central Harbour; Cliffsend and Pegwell; Cliftonville East; Cliftonville West; Dane Valley; Eastcliff; Kingsgate; Margate Central; Nethercourt; Newington; Northwood; St. Peters; Salmestone; Sir Moses Montefiore e Viking.[1]

## Membri del Parlamento
| Elezione | Elezione | Deputato          | Partito           |
| -------- | -------- | ----------------- | ----------------- |
|          | Feb 1974 | Jonathan Aitken   | Conservatore      |
|          | 1983     | Collegio abolito  | Collegio abolito  |
|          | 2024     | Collegio ricreato | Collegio ricreato |
|          | 2024     | Polly Billington  | Laburista         |

## Elezioni

### Elezioni negli anni 2020
| Partito                    | Partito                                      | Candidato                  | Risultati 4 luglio 2024 | Risultati 4 luglio 2024 |
| Partito                    | Partito                                      | Candidato                  | Voti                    | %                       |
| -------------------------- | -------------------------------------------- | -------------------------- | ----------------------- | ----------------------- |
|                            | Laburista                                    | Polly Billington           | 17 054                  | 39,94                   |
|                            | Conservatore                                 | Helen Harrison             | 10 083                  | 23,61                   |
|                            | Reform UK                                    | Paul Webb                  | 8 591                   | 20,12                   |
|                            | Verdi                                        | Steve Roberts              | 4 590                   | 10,75                   |
|                            | Lib Dem                                      | Jai Singh                  | 1 365                   | 3,20                    |
|                            | Indipendente                                 | Grahame Birchall           | 563                     | 1,32                    |
|                            | Indipendente                                 | Paul Holton                | 369                     | 0,86                    |
|                            | Indipendente                                 | Mo Shafaei                 | 87                      | 0,20                    |
|                            |                                              |                            |                         |                         |
| Iscritti                   | Iscritti                                     | Iscritti                   | 74 940                  | 100,00                  |
| ↳ Votanti (% su iscritti)  | ↳ Votanti (% su iscritti)                    | ↳ Votanti (% su iscritti)  | 42 702                  | 56,98                   |
| ↳ Astenuti (% su iscritti) | ↳ Astenuti (% su iscritti)                   | ↳ Astenuti (% su iscritti) | 32 238                  | 43,02                   |
|                            |                                              |                            |                         |                         |
|                            | Esito: collegio a Laburista (nuovo collegio) |                            |                         |                         |